# Оберенко Володимир Тихонович
Володи́мир Ти́хонович Обере́нко (нар. 17 жовтня 1939) — український співак, композитор, актор. Народний артист України (1995).

## Життєпис
1960 — закінчив Львівський торгово-економічний інститут.
1968 — закінчив Одеське театральне училище (відділення музичної комедії) за спеціальністю «артист оперети».
1960—1976 — соліст-вокаліст Миколаївського музично-драматичного театру, Одеського театру музичної комедії імені М. Водяного, Волгоградського театру музичної комедії, Київського театру оперети.
1972 — зіграв у кінофільмі «Ніна» режисера Віталія Кондратова роль Петера.
1976—1980 — директор-розпорядник заслуженої академічної капели «Думка».
1981 року призначений директором Державного духового оркестру УРСР.
1988 — закінчив Київську консерваторію ім. Петра Чайковського (факультет сольного співу) за спеціальністю «концертний співак».
З 1988 року працював в ансамблі пісні і танцю та у воєнному оркестрі Збройних сил.
З 2006 року — соліст і ведучий концертних програм Зразково-показового оркестру Збройних сил України, незмінний ведучий всіх урочистих заходів і парадів, в яких беруть участь Збройні сили України, за що його називають «голосом» Збройних Сил.
Видав кілька поетичних і музичних збірників.

## Визнання
- 1980 — Заслужений артист УРСР
- 1995 — Народний артист України

## Твори
Серед його творів:
- Марш патріотів (музика і слова)[3]
- Одвічний голос (слова В. Матвієнка; муз. В. Оберенка)
- Сини України (муз. В. Оберенка)
- Співали в травні солов'ї (слова В. Матвієнка; муз. В. Оберенка)
- Олімпійський марш (слова В. Оберенка)
- Кожен має істину збагнути (слова В. Матвієнка; муз. В. Оберенка)